# 桑田健秀
桑田 健秀（くわた きよひで、1953年1月3日 - ）は、熊本県山鹿市生まれ東京都大田区馬込出身のバスケットボール選手・指導者である。現役時代はシューティングガードからセンターまでこなした。

## 来歴
熊本で生まれ、1歳で東京に移住。大田区立馬込東中学校でバスケを始め、慶應義塾高校に進み、能代工業高校監督加藤廣志が率いる全日本ジュニアに選出される。
その後慶應義塾大学では谷口正朋（中大）が持っていた得点記録を更新。1973年夏季ユニバーシアードにも出場。
1975年に慶應義塾大学商学部を卒業後、日本鋼管（NKK）に入社。1976年にはモントリオール五輪に出場するなど全日本で11年間プレーした。NKKでも日本リーグ1度、オールジャパン2度の優勝に貢献する。
1983年現役引退。バスケットボールからも離れるが、NKK会長の日本協会会長就任を機にバスケ界に復帰。
1990年から1992年まで男子全日本ジュニアのアシスタントコーチに就任し、アジアジュニア優勝・世界ジュニアに導く。
1997年にバスケットボール日本リーグ機構（JBL）が発足されると、翌年には常務理事に就任。プロ化実現へ向けて奔走した。
2002年退任。
2003年、NPO法人ピボットフットを設立。
2005年、W1リーグに所属するエバラヴィッキーズのヘッドコーチに就任（前任者の坂根茂は中学・高校・大学の後輩）。チアリーディングチームをピボットフットで結成した。
2008年のチャレンジ!おおいた国体バスケットボール競技で優勝に導いた。
2012年、退任。

## 経歴
- 慶應義塾高校 - 慶應義塾大 - 日本鋼管（1976年〜1983年）

## 日本代表歴
- 1970アジアジュニア選手権
- 1973ユニバーシアード
- 1973アジア選手権
- 1975アジア選手権
- 1976モントリオール五輪
- 1977アジア選手権
- 1978アジア競技大会
- 1979アジア選手権